# Hugo III. (Maine)
Hugo III. von Maine (französisch: Hugues; † zwischen 1014 und 1016) war seit 992 ein Graf von Maine. Er war der Sohn und Nachfolger des Grafen Hugo II. aus dem Zweiten Haus Maine.
Ebenso wie sein Vater erkannte Hugo den ersten kapetingischen König Hugo Capet nicht an und verbündete sich mit Graf Odo I. von Blois. Nachdem dieser 996 gestorben war und König Robert II. der Fromme dessen Söhne an seinen Hof aufgenommen hatte, war Hugo ebenfalls zur Anerkennung der neuen Machtverhältnisse gezwungen. Zudem musste er dem Grafen Fulko III. von Anjou huldigen, der ein treuer Gefolgsmann des Königs war, und somit diesen als Lehnsherrn von Maine anerkennen. Dennoch suchte Hugo weiterhin die Nähe zum Haus Blois und unterstützte in den folgenden Jahren Graf Odo II. gegen den Normannenherzog Richard II. Gemeinsam mit dem Grafen Galéran III. von Meulan griffen sie 1013 die Normandie an und belagerten die Burg von Tillières-sur-Avre. Dort wurden sie aber von Herzog Richard überrascht und in die Flucht geschlagen. Hugo entkam der Gefangenschaft, indem er sich in einem Schafstall versteckte und sich anschließend als Schäfer verkleidet bis nach Le Mans durchschlagen konnte.
Hugo hatte zwei Söhne. Der gleichnamige Ältere starb noch vor dem Vater, der zweite Herbert I. folgte ihm als Graf nach.

## Weblink
- Die Herren von Maine (franz.)

| Vorgänger | Amt                     | Nachfolger          |
| --------- | ----------------------- | ------------------- |
| Hugo II.  | Graf von Maine 992–1015 | Herbert I. Wachhund |

| Personendaten    | Personendaten                            |
| ---------------- | ---------------------------------------- |
| NAME             | Hugo III.                                |
| ALTERNATIVNAMEN  | Hugues III du Maine; Hugo III. von Maine |
| KURZBESCHREIBUNG | Graf von Maine                           |
| GEBURTSDATUM     | 10. Jahrhundert                          |
| STERBEDATUM      | zwischen 1014 und 1016                   |